# Return of the Killer Tomatoes
Return of the Killer Tomatoes (prt: O Regresso dos Tomates Assassinos; bra: A Volta dos Tomates Assassinos / O Retorno dos Tomates Assassinos) é um filme americano  de 1988, do gênero comédia de terror. É a seqüência de Attack of the Killer Tomatoes!, de 1978.

## Elenco
- Anthony Starke.......Chad Finletter
- George Clooney.......Matt Stevens
- Karen Mistal.......Tara Boumdeay
- Steve Lundquist.......Igor
- John Astin.......Professor Gangreen
- J. Stephen Peace.......Wilbur Finletter
- Michael Villani.......Bob Downs
- Frank Davis.......Sam Smith
- Harvey Weber.......Sid
- John De Bello.......harles White
- Ian Hutton.......Greg Colburn